# فانيا بلومبرغ
فانيا بلومبرغ (بالسويدية: Vanja Blomberg)‏ هي لاعبة جمباز فني سويدية، ولدت في 28 يناير 1929 في غوتنبرغ في السويد.

## وصلات خارجية
- فانيا بلومبرغ على موقع اللجنة الأولمبية الدولية (الإنجليزية)
- فانيا بلومبرغ على موقع أوليمبيديا (الإنجليزية)
- فانيا بلومبرغ على موقع اللجنة الأولمبية السويدية (السويدية)